# USS Ronald Reagan (CVN-76)
USS Ronald Reagan (CVN-76) – amerykański lotniskowiec z napędem atomowym, 9. i przedostatni okręt typu Nimitz.
Nazwany na cześć 40. prezydenta Stanów Zjednoczonych Ronalda Reagana – pierwszego żyjącego prezydenta Unii, który doczekał takiego honoru.
19 maja 2008 lotniskowiec wypłynął z San Diego na wielomiesięczny rejs. 19 czerwca 2008 okręt odwiedził Hongkong. W czerwcu 2008 załoga i lotnicy z lotniskowca pomagali ofiarom tajfunu na Filipinach.

## Informacje
- na pokładzie stacjonuje 90 samolotów (głównie F/A-18E/F Super Hornet) i śmigłowców
- na pokładzie stacjonuje ok. 6000 członków załogi, obsługi, personelu technicznego i pilotów
- posiada dwa reaktory atomowe z zapasem paliwa na 20 lat
- będzie pełnił służbę do 2053 roku
- wyporność 88 tys. ton
- kadłub ma 333 metry
- magazyny żywnościowe pozwalają na 3 miesięczny rejs bez zawijania do portu
- magazyn paliwa dla samolotów mieści 11 300 000 litrów paliwa
- dowódcy: kmdr John William "Bill" Goodwin (2000–2003), kmdr James A. Symonds (2003–2005), kmdr Terry B. Kraft (2005–2008), kmdr Kenneth Joseph "KJ" Norton (2008–2010), kmdr Thom W. Burke (2010–2013), kmdr Christopher E. Bolt (od 2013),
- w marcu 2011 roku brał udział w operacji "Świt Odysei" prowadząc operacje lotnicze nad Libią[3].